# Niewidzialne piętno
Niewidzialne piętno – amerykański dramat kryminalny z 1939 roku w reżyserii Lloyda Bacona.

## Fabuła
Były więzień Cliff Taylor (George Raft) próbuje wrócić do prawego życia podczas gdy jego kolega, Charles Martin (Humphrey Bogart), wraca do przestępczej działalności. Cliff próbuje pomóc w życiu swojemu bratu, Timowi (William Holden) i decyduje się na współpracę z Martinem.

## Obsada
- George Raft – Cliff Taylor
- Jane Bryan – Peggy
- William Holden – Tim Taylor
- Humphrey Bogart – Charles Martin
- Flora Robson – pani Taylor
- Henry O’Neill – urzędnik ds. zwolnień warunkowych
- Paul Kelly – Ed Kruger
- Lee Patrick – Molly Daniels
- Marc Lawrence – Lefty Sloan
- Joe Downing – Johnny Hudson
- Tully Marshall – stary Peter
- Margot Stevenson – Sue
- Joseph Crehan – pan Chasen
- Chester Clute pan Butler
- John Hamilton – kapitan Johnson
- Frankie Thomas – Tommy McNeill
- William Haade – Shrank
- Emory Parnell – policjant